# 豪伊·威廉斯
霍华德·厄尔·“豪伊”·威廉斯（英語：Howard Earl "Howie" Williams，1927年10月29日—2004年12月25日），美国篮球运动员，曾代表美国参加1952年夏季奥运会男子篮球比赛，并获得金牌。
他于1989年入选印第安纳州篮球名人堂，1991年入选大皮奥里亚体育名人堂。2004年，他在亚利桑那州凤凰城去世。 